# Дитхард (Хилдесхайм)
Дитхард (на немски: Diethard, Thiethard, † 13 септември 954) е от 928 до 954 г. епископ на Хилдесхайм.

## Произход и духовна кариера
Той първо е монах в манастир Хирзау, през 927 г. е абат в Херсфелд. След смъртта на епископ Зехард през 928 г. Дитхард е назначен от Хайнрих I, крал на Източното франкско царство, за епископ на Хилдесхайм.
Дитхард е верен на кралската фамилия. Той подарява едно златно перде (Antependium ) със скъпоценни камъни за олтара на базиликата в Хилдесхайм.